# Agniveśa
Agniveśa (in sanscrito अग्निवेश, con grafia inglese Agnivesha) è un leggendario Ṛṣi (saggio) dell'induismo, ritenuto uno dei primi autori dell'Ayurveda (medicina antica indiana). È descritto come il codificatore della conoscenza del suo precettore, Atreya, e di averla redatta in forma di trattato, chiamato Caraka-Saṃhitā.

## Leggenda
Di Agnivesha è detto che fosse il capo degli allievi del Punarvasu Atreya. L'Agnivesha Samhita, datato al 1500 a.C., si basa sugli insegnamenti di Atreya ed è un testo sull'Ayurveda andato perduto. L'Agniveśatantra, consistente in 12 000 versi, si ritiene che sia il testo fondante della scuola Agnivesha, una delle scuole del primo Ayurveda (gli altri essendo Parashara, Harita, Bhela, Jatukarna e Ksharpani).
Il testo è citato nel Caraka-Saṃhitā: "il tantra (Agnivesha) come scritto da Agnivesha è compilato, edito e modificato da Caraka"